# 鄺埜
鄺埜（1385年—1449年），字孟質，湖廣郴州直隸州宜章縣人，明朝政治人物。

## 生平
永樂三年（1405年）乙酉科湖廣鄉試舉人，九年（1411年）辛卯科三甲第二十七名進士。都察院觀政，授監察御史，十六年（1418年）八月升陝西按察司副使，宣德八年（1433年）升應天府府尹，正統元年（1436年）升兵部右侍郎，十年（1445年）升兵部尚書。
正統十四年（1449年）七月瓦剌也先攻打大同時，宦官王振主張明英宗親征，鄺埜勸阻，明英宗不聽。土木堡之變時鄺埜戰死於亂軍中。

## 身後
景泰初年，追贈少保，任其子鄺儀為主事。成化初年，諡忠肅。

## 延伸阅读
[在维基数据编辑]
 《國朝獻徵錄·卷之三十八》，出自焦竑《國朝獻徵錄》
 《明史卷一百六十七》，出自《明史》